# Релин
Релин (њем. Rechlin) општина је у њемачкој савезној држави Мекленбург-Западна Померанија. Једно је од 60 општинских средишта округа Мириц. Према процјени из 2010. у општини је живјело 2.192 становника. Посједује регионалну шифру (AGS) 13056056.

## Географски и демографски подаци
Релин се налази у савезној држави Мекленбург-Западна Померанија у округу Мириц. Општина се налази на надморској висини од 67 метара. Површина општине износи 77,3 km². У самом мјесту је, према процјени из 2010. године, живјело 2.192 становника. Просјечна густина становништва износи 28 становника/km².